# Nikolai Fjodorowitsch Kisseljow
Nikolai Fjodorowitsch Kisseljow (russisch Николай Фёдорович Киселёв; * 25. Oktober 1939 in Leningrad; † 2005) war ein sowjetischer Nordischer Kombinierer.

## Werdegang
Kisseljow, der für CSKA Leningrad startete, feierte seine größten sportlichen Erfolge im Jahr 1964. Nachdem er den sowjetischen Meistertitel gewann, qualifizierte er sich für die Olympischen Winterspiele 1964 in Innsbruck. Dort überraschte er die Konkurrenz mit der drittbesten Sprungleistung hinter Georg Thoma und Tormod Knutsen. Der als schwacher Läufer bekannte Kisseljow zeigte schließlich auch auf der Loipe eine starke Leistung, profitierte von einem Sturz Thomas und wurde schließlich Olympiasilbermedaillengewinner hinter Knutsen.
Aufgrund diesen Leistungen wurde ihm die Auszeichnung Verdienter Meister des Sports der UdSSR verliehen.